# 拉万库尔
拉万库尔（法語：Lavincourt，法語發音：[lavɛ̃kuʁ]）是法国默兹省的一个市镇，属于巴勒迪克区。

## 地理
拉万库尔（48°39'42"N, 5°9'6"E）面积4.7 平方千米，位于法国大東部大區默兹省，该省份为法国西北部内陆省份，北与比利时接壤，西接马恩省和阿登省，南至上马恩省和孚日省，东临默尔特-摩泽尔省。
与拉万库尔接壤的市镇（或旧市镇、城区）包括：佩尔图瓦地区奥尔努瓦、索河畔巴赞库尔、蒙普洛讷、吕欧诺南、斯坦维尔。

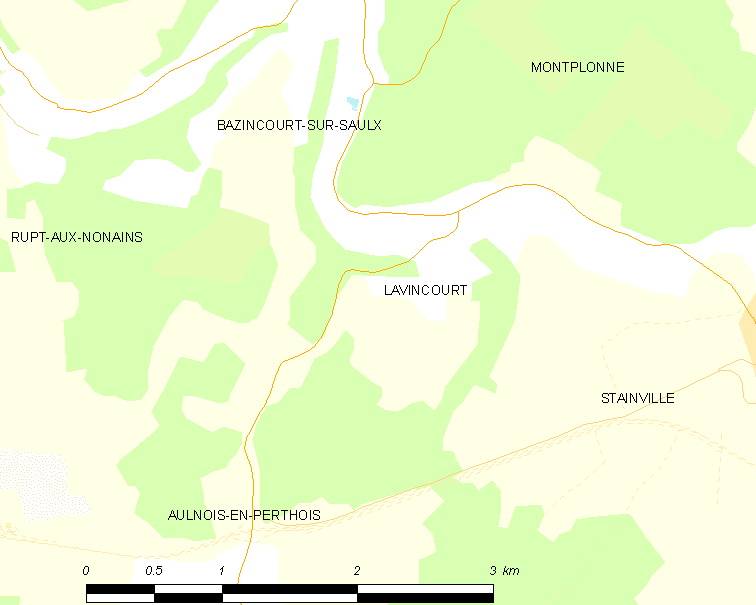
拉万库尔的OSM定位图

拉万库尔的时区为UTC+01:00、UTC+02:00（夏令时）。

## 行政
拉万库尔的邮政编码为55170，INSEE市镇编码为55284。

## 政治
拉万库尔所属的省级选区为昂塞维尔县。

## 人口

1962-2008年间拉万库尔人口变化图示

拉万库尔于2022年1月1日时的人口数量为71人。